# Çakırbahçe, Pertek
Çakırbahçe là một xã thuộc huyện Pertek, tỉnh Tunceli, Thổ Nhĩ Kỳ. Dân số thời điểm năm 2010 là 120 người.